# Sore, Landes

Sore este o comună în departamentul Landes din sud-vestul Franței. În 2009 avea o populație de 1.015 de locuitori.

## Evoluția populației
| An        | 1975 | 1982 | 1990 | 1999 | 2006 | 2009  |
| --------- | ---- | ---- | ---- | ---- | ---- | ----- |
| Populație | 918  | 843  | 883  | 898  | 985  | 1.015 |